# Lindernia monroi
Lindernia monroi är en tvåhjärtbladig växtart som först beskrevs av Spencer Le Marchant Moore, och fick sitt nu gällande namn av Eb. Fischer. Lindernia monroi ingår i släktet Lindernia och familjen Linderniaceae. Inga underarter finns listade i Catalogue of Life.